# Куценко Валерій Вікторович
Вале́рій Ві́кторович Куце́нко (нар. 2 листопада 1986, Кременчук) — український футболіст, півзахисник. У минулому — гравець юнацьких збірних України.

## Клубна кар'єра

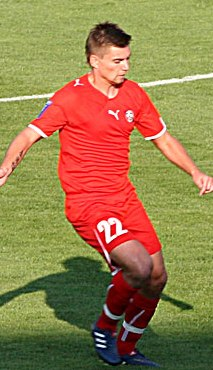
Валерій Куценко під час виступів за «Кривбас». 23 липня 2010 року

Вихованець юнацьких команд клубів «Княжа» зі Щасливого та «Кременя» з Кременчука.
2003 року приєднався до дніпропетровського «Дніпра», у структурі якого виступав спочатку за другу команду, а згодом, з утворенням молодіжної першості, — за команду дублерів. У складі головної команди «Дніпра» взяв участь лише в одній грі в рамках розіграшу Кубка України сезону 2005—2006 на етапі 1/16 фіналу проти команди «Рава».
Перед початком сезону 2006—2007 перейшов до представника Першої ліги київської «Оболоні». Поступово став основним гравцем півзахисту «пивоварів», допоміг команді за результатами сезону 2008—2009 здобути підвищення у класі до Прем'єр-ліги. 19 липня 2009 року дебютував у матчах елітного дивізіону у грі «Оболоні» проти харківського «Металіста» (поразка 0:2).
Після завершення сезону 2009—2010 колишній головний тренер «Оболоні» Юрій Максимов запросив ключового півзахисника свого попереднього клубу до своєї нової команди — криворізького «Кривбаса», у складі якого Куценко й розпочав сезон 2010—2011. Проте, провівши один сезон, Куценко втратив місце в основі і став виступати за молодіжну команду, тому влітку 2012 року покинув команду.
19 серпня 2012 року підписав контракт із білоруським «Берестям», у якому став основним гравцем. До кінця чемпіонату Валерій зіграв у 12 іграх, у яких забив три голи й посів із командою 8 місце в чемпіонаті.
На початку 2013 року повернувся в Україну, де підписав контракт із полтавською «Ворсклою». До кінця сезону зіграв у 10 матчах, але влітку, після приходу нового тренера Василя Сачка, Куценко став непотрібним команді й покинув Полтаву. Вів перемовини про контракт із низкою українських та зарубіжних клубів, проте до кінця року так і залишився без контракту.
У січні Куценко проводив перемовини з кількома казахстанським клубами, але на початку лютого підписав контракт із білоруським «Мінськом».
У 2015—2016 роках був гравцем одеського «Чорноморця». Навесні 2017 року дебютував за першоліговий «Миколаїв» в матчі проти петрівського «Інгульця», однак влітку того ж року залишив клуб.

## Виступи за збірні
2003 року викликався до юнацької збірної України U-17, у складі якої відіграв у 4 матчах, того ж року провів 2 гри за українську збірну 18-річних.

## Статистика клубних виступів
Статистичні дані наведені станом на 24 лютого 2014 року.
| Сезон     | Клуб               | Ліга              | Чемпіонат | Чемпіонат | Кубок | Кубок | Єврокубки | Єврокубки |
| Сезон     | Клуб               | Ліга              | Ігри      | Голи      | Ігри  | Голи  | Ігри      | Голи      |
| --------- | ------------------ | ----------------- | --------- | --------- | ----- | ----- | --------- | --------- |
| 2003–2004 | «Дніпро-2»         | Друга ліга        | 24        | 3         | 0     | 0     | 0         | 0         |
| 2004–2005 | «Дніпро» (дублери) | Першість дублерів | 18        | 4         | 0     | 0     | 0         | 0         |
| 2005–2006 | «Дніпро» (дублери) | Першість дублерів | 24        | 5         | 0     | 0     | 0         | 0         |
| 2005–2006 | «Дніпро»           | Вища ліга         | 0         | 0         | 1     | 0     | 0         | 0         |
| 2006–2007 | «Оболонь»          | Перша ліга        | 25        | 2         | 2     | 0     | 0         | 0         |
| 2007–2008 | «Оболонь-2»        | Друга ліга        | 4         | 2         | 0     | 0     | 0         | 0         |
| 2007–2008 | «Оболонь»          | Перша ліга        | 24        | 2         | 1     | 0     | 0         | 0         |
| 2008–2009 | «Оболонь»          | Перша ліга        | 27        | 13        | 2     | 1     | 0         | 0         |
| 2009–2010 | «Оболонь»          | Прем'єр-ліга      | 24        | 5         | 1     | 1     | 0         | 0         |
| 2010–2011 | «Кривбас»          | Прем'єр-ліга      | 19        | 1         | 0     | 0     | 0         | 0         |
| 2011–2012 | «Кривбас»          | Прем'єр-ліга      | 1         | 0         | 1     | 0     | 0         | 0         |
| 2012      | «Берестя»          | Вища ліга         | 12        | 3         | 0     | 0     | 0         | 0         |
| 2012–2013 | «Ворскла»          | Прем'єр-ліга      | 10        | 0         | 0     | 0     | 0         | 0         |
| 2014      | «Мінськ»           | Вища ліга         | 0         | 0         | 0     | 0     | 0         | 0         |